# Kalina wawrzynowata
Kalina wawrzynowata, kalina wiecznie zielona (Viburnum tinus) – gatunek rośliny należący do rodziny piżmaczkowatych (Adoxaceae), czasem zaliczany do wyodrębnianej osobno monotypowej rodziny kalinowatych (Viburnaceae) (np. w systemie Reveala z lat 1993–1999). Występuje w obszarze śródziemnomorskim (Hiszpania, Portugalia, Francja, Albania, Włochy, Grecja, Azory, Wyspy Kanaryjskie, Algieria, Libia, Maroko, Tunezja, Izrael, Liban, Turcja. Jest uprawiana w wielu krajach świata.
W starożytności kalina znana była jako Tinus. Później ze względu na podobieństwo do wawrzynu nadano roślinie nazwę Laurus tinus. Następnie oba wyrazy połączono w jeden – Laurustinus. Do dzisiaj nazwa ta używana jest w Niemczech. Rodzaj Tinus został zniesiony przez Karola Linneusza, który włączył gatunek do rodzaju kalina (Viburnum).

## Morfologia
PokrójGęsty krzew w uprawie ogrodowej osiąga 2-3 metry wysokości.
LiścieCiemnozielone, długości od 3 do 10 cm.
KwiatyZebrane w okazałe kwiatostany typu wiecha. Po rozkwitnięciu mają śnieżnobiałą barwę. Pachną delikatnie i przyjemnie.

## Biologia i ekologia
Roślina nie zrzucająca liści na zimę (wiecznie zielona). W południowej Europie, pierwsze pąki kwiatowe kaliny rozkwitają w maju i roślina kwitnie do sierpnia. W Europie Środkowej latem często pojawiają się tylko pąki. Kwiaty rozkwitają po przeniesieniu rośliny do chłodnego ogrodu zimowego.
Tworzy mieszańca Viburnum ×burkwodii, który jest zimozielonym krzewem, odpornym na mróz, kwitnącym w marcu. 

## Uprawa
Jest uprawiana jako roślina ozdobna. W Polsce źle znosi zimy (strefy mrozoodporności 7-10). Przez całe lato potrzebuje ciepłego, słonecznego i przewiewnego stanowiska. W okresie zimy powinna stać w dość chłodnym miejscu, ale nie należy narażać jej na mróz. Roślina powinna być często wietrzona i mieć dostęp do dostatecznej ilości światła. Rozmnażanie: wczesną jesienią z niedojrzałych sadzonek. Gatunek odporny na choroby. Na niewłaściwym stanowisku może być atakowany przez mszyce, przędziorki, tarczniki. 

## Udział w kulturze
M. Zohary, jeden ze znawców roślin biblijnych uważa, że występujące w Księdze Izajasza (41,19 i 60,13) hebrajskie słowo tiḍhār oznacza kalinę wawrzynolistną. W Biblii Tysiąclecia przetłumaczono go jako wiąz.

## Galeria

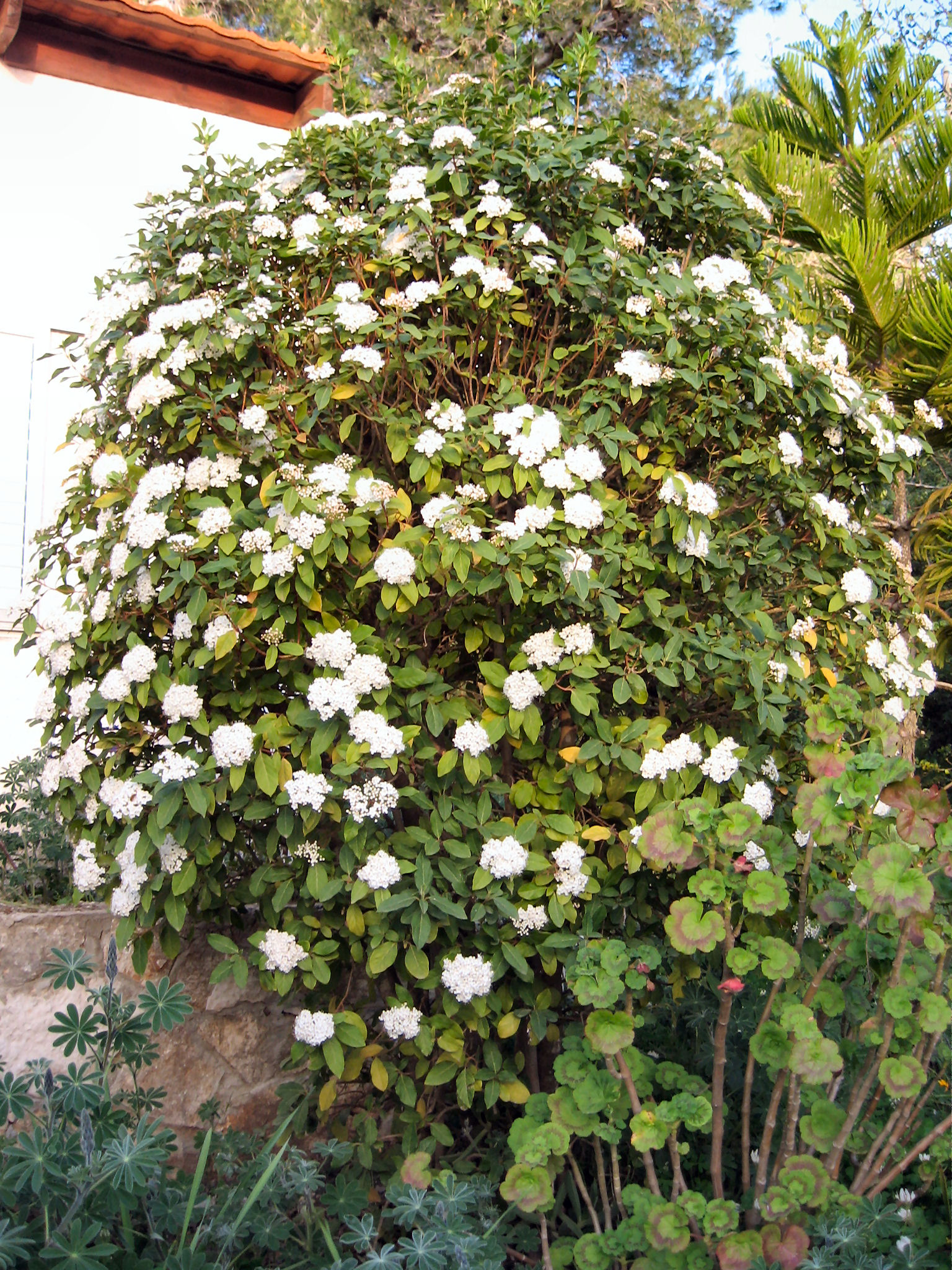
Pokrój
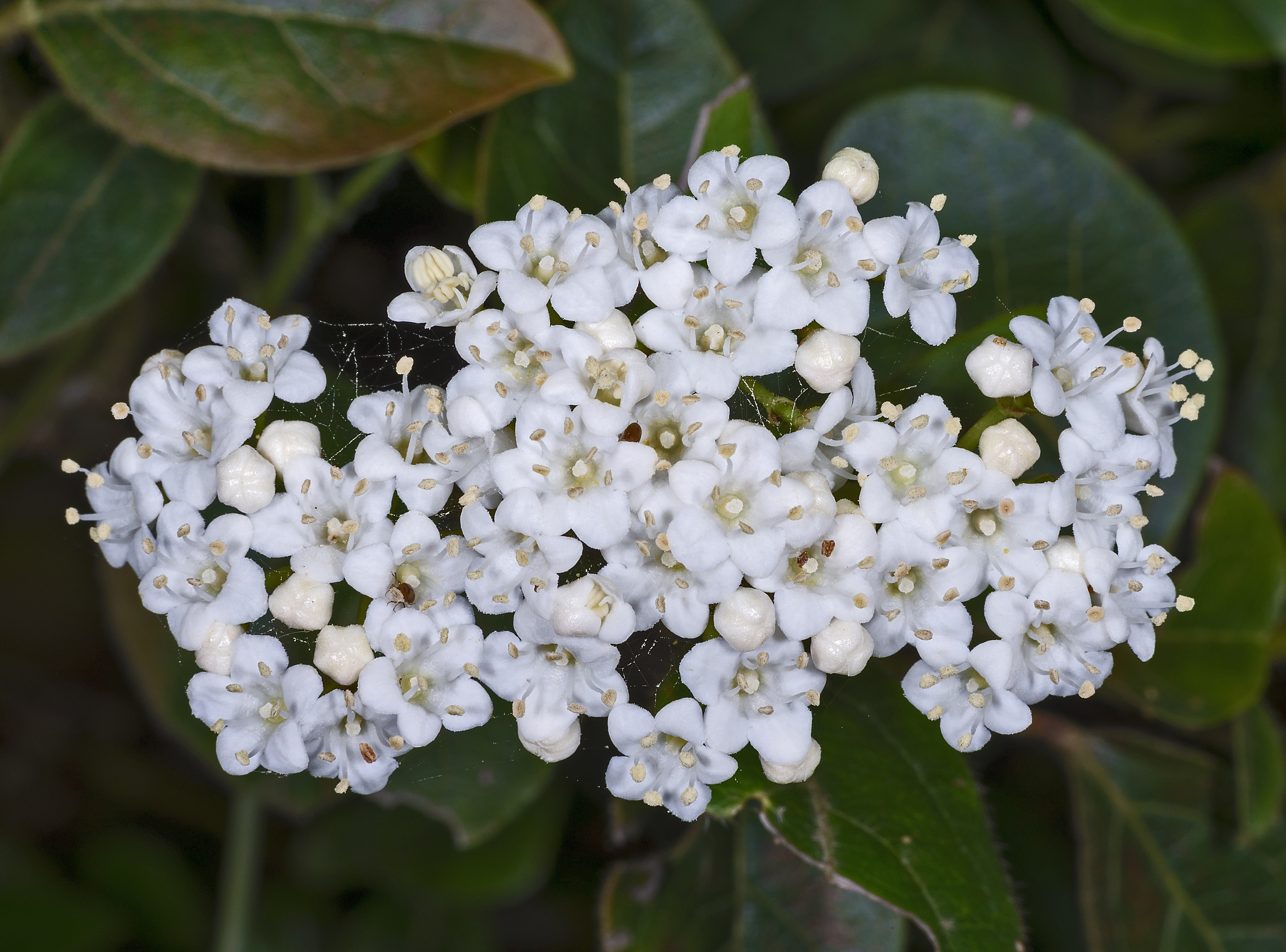
Kwiatostan
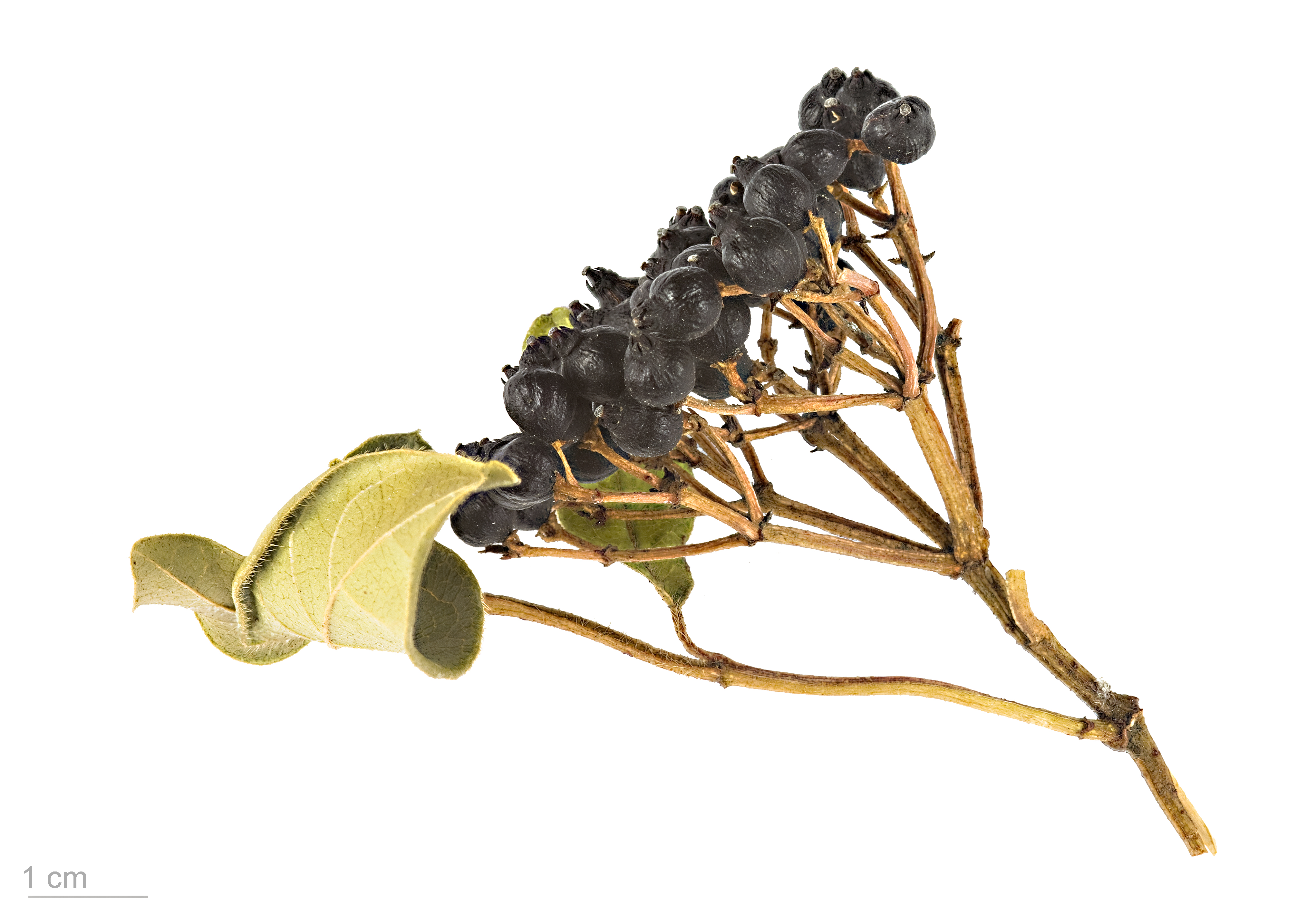
Owoce
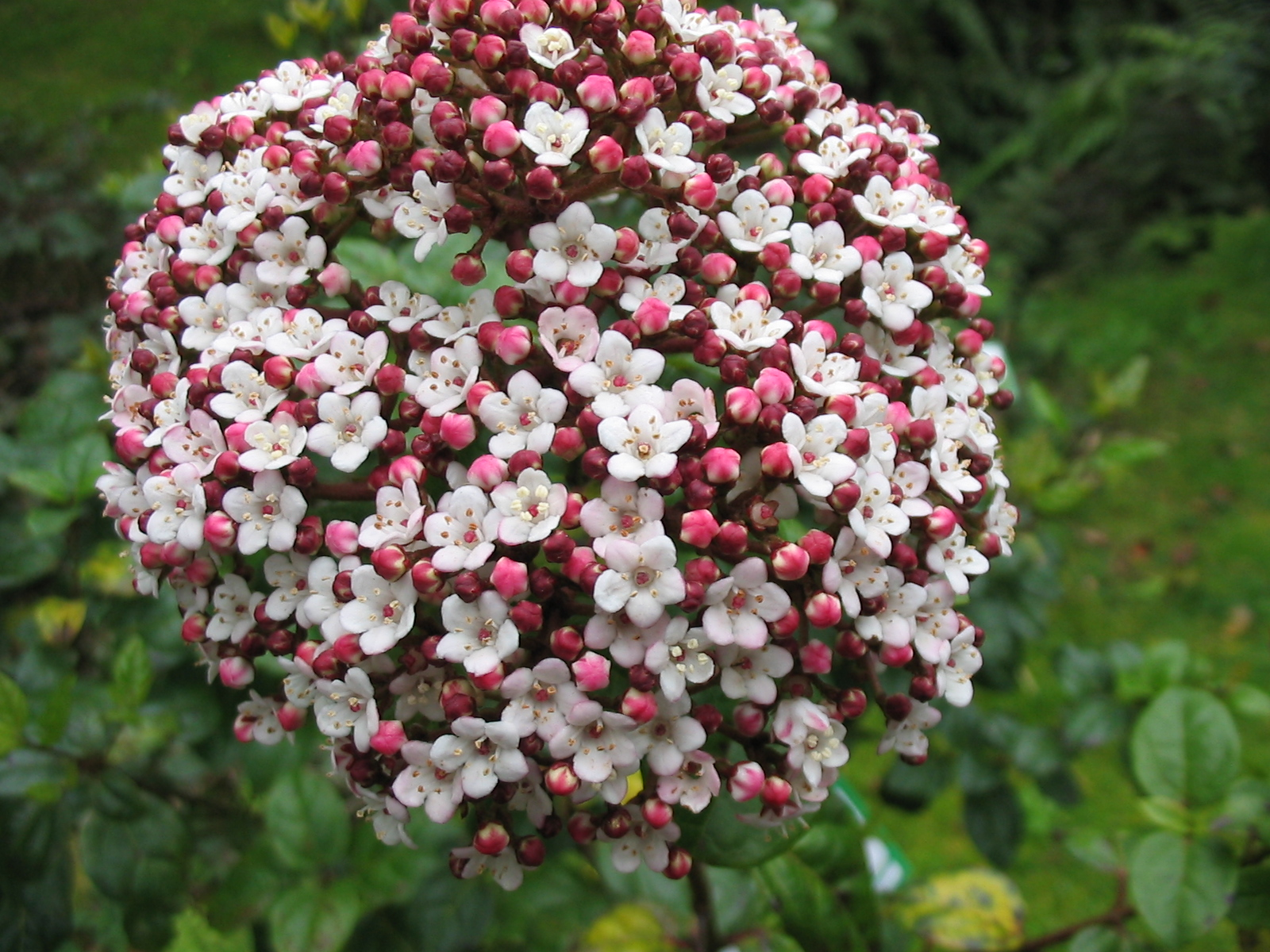
Podgatunek subcordatum